# Philodina jeanneli
Philodina jeanneli är en hjuldjursart som beskrevs av de Beauchamp 1940. Philodina jeanneli ingår i släktet Philodina och familjen Philodinidae. Inga underarter finns listade i Catalogue of Life.